# Sony Xperia Go
Il Sony Xperia Go, anche conosciuto come ST27i è uno smartphone di fascia media prodotto da Sony. L'Xperia Go possiede la certificazione IP67 impermeabile all'acqua e alla polvere (fino a 1 metro per 30 minuti), ha un display capacitivo multi-touch HVGA da 3.5" con il motore Sony Mobile Bravia. Il telefono è dotato di una fotocamera posteriore da 5 megapixel con autofocus e un flash LED capace di catturare video HD fino a 720p ed anche catturare immagini fisse ad alta risoluzione. L'Xperia Go possiede un processore dual-core da 1 GHz ST-Ericsson NovaThor U8500 ed una GPU Mali 400. Inoltre, possiede 8 GB di memoria interna, (4 GB per il sistema + 4 GB  per l'utente) espandibile tramite micro-SD fino a 32 GB.
Di base possiede Android 2.3 (Gingerbread) con un aggiornamento ufficiale OTA (Over The Air) precaricato per Android 4.0.
Ha ricevuto Android 4.1.2 Jelly Bean il 24 aprile 2013 dopo un mese di ritardo.
Il Sony Xperia Go ha una memoria RAM limitata a disposizione per l'esecuzione delle applicazioni quindi il sistema richiede frequentemente di cancellare dati dal disco. Le prestazioni con le ultime versioni Jelly Bean sono lontane dall'accettabile e molti utenti si lamentano delle cattive prestazioni.